# アデレード・パークランズ・ターミナル駅
アデレード・パークランズ・ターミナル (Adelaide Parklands Terminal) は、南オーストラリア州アデレードにある鉄道駅。ケズウィック・ターミナル (Keswick Terminal) とも呼ばれる。シドニー、パース、メルボルン、アリス・スプリングスなどに向かう長距離路線のみが発着する。
1984年3月18日にケズウィック・ターミナル駅として開業し、2008年に現在の名前に改名。単式・島式の2面3線のプラットホームを持ち、現在は、グレート・サザン・レイルが運行するインディアン・パシフィック、ザ・ガン、オーバーランドの3路線のみが発着する。近郊路線は乗り入れていないが、徒歩圏内にアデレード・ショーグランド駅がある。駅舎には、カフェ、売店（お土産屋）、チェックイン・カウンターなどがある。